# Atrevida (1813)
La chalupa Atrevida fue un pequeño buque corsario al servicio de las Provincias Unidas del Río de la Plata durante la lucha por la independencia.

## Historia
La Atrevida, chalupa de 26 tn de porte destinada al cabotaje en el Río de la Plata con matrícula mercante del puerto de Buenos Aires, era propiedad de Antonio Pérez, quien solicitó autorización al gobierno para armarla en corso, lo que le fue concedido por patente del 12 de noviembre de 1813.
Tras ser armada con una carronada de a 6, al mando del mismo Pérez y con 9 tripulantes, inició su crucero fluvial pero en su salida fue apresada por un lugre de guerra de Montevideo frente a la Ensenada de Barragán.
Trasladada a Montevideo, fue destinada nuevamente al corso, esta vez con patente de esa plaza realista, pero fue a su vez represada por el lugre corsario patriota San Carlos y considerada buena presa se remató el 15 de enero de 1814 en Buenos Aires.